# MQTT

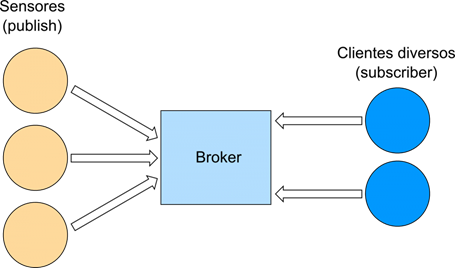
Estrutura padrão publish-subscriber do MQTT

MQTT, sigla de Message Queuing Telemetry Transport, é um protocolo de mensagens leve para sensores e pequenos dispositivos móveis otimizado para redes TCP/IP. O esquema de troca de mensagens é fundamentado no modelo Publicador-Subscritor, extremamente simples e leve. O protocolo segue princípios arquitetônicos que minimizam o uso de banda de rede e de recursos dos equipamentos, enquanto provê confiabilidade e algum nível de garantia de entrega. Esses princípios tornam este protocolo ideal para as comunicações emergentes machine-to-machine (M2M) e para as aplicações internet das coisas (IoT), além das aplicações mobile onde banda e potência da bateria são relevantes. Atualmente se encontra na versão 5.0 e a 3.1.1 (padrão ISO), ambos são padrões OASIS. MQTT-SN é uma variação do protocolo destinada a redes que não sejam baseadas em TCP/IP, como ZigBee. MQTT hoje é usado em uma ampla variedade de indústrias, como automotiva, manufatura, telecomunicações, petróleo e gás, etc.

## História
O MQTT é um protocolo de mensagens (camada de aplicação) projetado para um baixo consumo de banda de rede e recursos de hardware, desenvolvido pela IBM e Eurotech na década de 90.
Inicialmente, as letras "MQ" não tinham um significado específico para o protocolo, vinham de uma linha de produtos da IBM chamada 'MQ Series'. O protocolo fornecia mensagens de publicação e subscrição sem filas de espera e foi especificamente projetado para dispositivos com recursos limitados, baixa largura de banda e redes de alta latência, assim como as linhas discadas e ligações via satélite.
Em 1999, Andy Stanford-Clark (IBM) e Arlen Nipper (Cirrus Link, Eurotech) criaram a primeira versão do protocolo MQTT. Sua primeira aplicação foi destinada ao monitoramento de oleodutos. O objetivo era um protocolo leve com economia de banda e baixo consumo de energia e hardware, uma vez que os aparelhos eram conectados via satélite que, na época, era um recurso extremamente caro.
Em 2013, a IBM submeteu o MQTT v3.1 ao organismo de especificação da OASIS com uma carta que assegurava que apenas alterações menores à especificação poderiam ser aceitas.
Atualmente, MQTT é um protocolo de comunicação máquina para máquina (M2M) com foco em internet das coisas (IoT).

## MQTT métodos (methods)
MQTT define pacotes de controle (Control Packets)  para indicar a ação desejada a ser executada pelo recurso desejado.
O MQTT possui uma estrutura de pacotes de controle própria, que basicamente é constituída de três partes principais: Cabeçalho fixo, cabeçalho variável e o payload.
Cabeçalho fixo — composto de ao menos [3] 2 bytes, possui 4 bits (posição byte 1, bits 7–4) designados para definir o tipo do pacote de controle, 3 bits para flags (posição byte 1, bits 3–0) e um byte adicional para suportar bits adicionais do cabeçalho variável e payload. Flags: atualmente a maior parte dos parâmetros de flag (CONNECT, CONNACK..) encontram-se reservados para usos futuros. Apenas o tipo PUBLISH possui funções próprias e possui definições para entrega DUP, qualidade de serviço QoS e opções de retenção RETAIN.
Cabeçalho variável — nem todos os tipos de mensagem MQTT possuem um cabeçalho variável, que basicamente traz informações da identificação do pacote. Os tipos de pacotes de controle que usam identificadores são PUBLISH se QoS > 0), SUBSCRIBE, UNSUBSCRIBE e todos os derivados de confirmação (PUBACK, SUBACK, UNSUBACK, PUBREC..). Possui um tamanho de até 2 bytes.
Payload — inclui a mensagem como um todo (normalmente os tópicos). Os pacotes de confirmação (CONNACK, PUBACK, SUBACK…) não necessitam de um payload.
Os métodos são os seguintes:
CONNECT:Cliente solicita uma ligação com um servidor
CONNACKReconhece solicitação de conexão
PUBLISHpublicar mensagem
PUBACKreconhecimento de publicação
PUBRECPublicação recebida. (QoS 2 Publicação recebida., part 1)
PUBRELPublicação publicada. (QoS 2 Publicação recebida., part 2)
PUBCOMPPublicação completada. (QoS 2 Publicação recebida., part 3)
SUBSCRIBEInscrever-se em um tópico
SUBACKReconhecimento de inscrição
UNSUBSCRIBECancelamento de inscrição em um tópico
UNSUBACKReconhecimento de cancelamento de inscrição.
PINGREQPING request
PINGRESPPING response
DISCONNECTNotificação de desconexão